# Campus ou CQFD
Pour les articles homonymes, voir Campus (homonymie).
Pour plus de détails, voir Fiche technique et Distribution.
Campus ou CQFD (titre original : Getting Straight) est un film américain réalisé par Richard Rush, sorti en 1970.

## Synopsis
Harry Bailey, vétéran de la guerre du Viêt Nam et idéaliste,  retourne à la fac pour obtenir son diplôme et enseigner l'anglais. Considéré comme héros par l'ensemble du corps étudiant, lui ne peut s'empêcher de condamner l'absurdité de la guerre. Il se bat contre lui-même pour rester à l'écart de la lutte estudiantine contre la médiocrité du régime politique et la gestion de l'université. « L'important n'est pas ce que tu fais, mais plutôt ce que tu es », dit-il dans les derniers instants du film, s'adressant à son encadreur de thèse. Il finit par être renvoyé de son université pour rejoindre ses idéaux.

## Fiche technique
- Titre français : Campus ou CQFD[1]
- Titre original : Getting Straight
- Réalisation : Richard Rush
- Scénario : Robert Kaufman d'après le roman de Ken Kolb
- Production : Richard Rush
- Musique : Ronald Stein
- Photographie : László Kovács
- Montage : Maury Winetrobe
- Société de production : The Organization, Columbia Pictures
- Pays de production :  États-Unis
- Langue originale : anglais américain
- Format : Couleurs - Mono
- Genre : Comédie dramatique
- Durée : 124 minutes
- Date de sortie :
  - États-Unis : 13 mai 1970
  - France : 2 décembre 1970

## Distribution
- Elliott Gould (VF : Jacques Balutin) : Harry Bailey
- Candice Bergen (VF : Sylviane Mathieu) : Jan
- Robert F. Lyons (VF : Gérard Hernandez) : Nick
- Jeff Corey (VF : Paul-Émile Deiber) : Dr. Edward Willhunt
- Max Julien (VF : Roger Coggio) : Ellis
- Cecil Kellaway (VF : Alfred Pasquali) : Dr. Kasper
- Jon Lormer (VF : Fernand Fabre) : Vandenburg
- Leonard Stone (VF : André Valmy) : Lysander
- Brenda Sykes (VF : Évelyn Séléna) : Luan
- William Bramley (VF : Claude Joseph) : Wade Linden
- Jeannie Berlin : Judy Kramer
- John Rubinstein (VF : Jean-François Poron) : Herbert
- Billie Bird : Landlady
- Harrison Ford (VF : Bernard Tiphaine) : Jake
- Richard Anders (VF : Albert Augier) : le docteur Bill Greengrass
- Elizabeth Lane (VF : Paule Emanuele) : Alice Linden
- Irene Tedrow (VF : Sylvie Deniau) : Mme Stebbins
- Ray Carnay (VF : Jean Berger) : l'envoyé spécial de la télé
- Julia Anne Robinson (VF : Francine Lainé) : une étudiante au micro